# Medikán Rolf

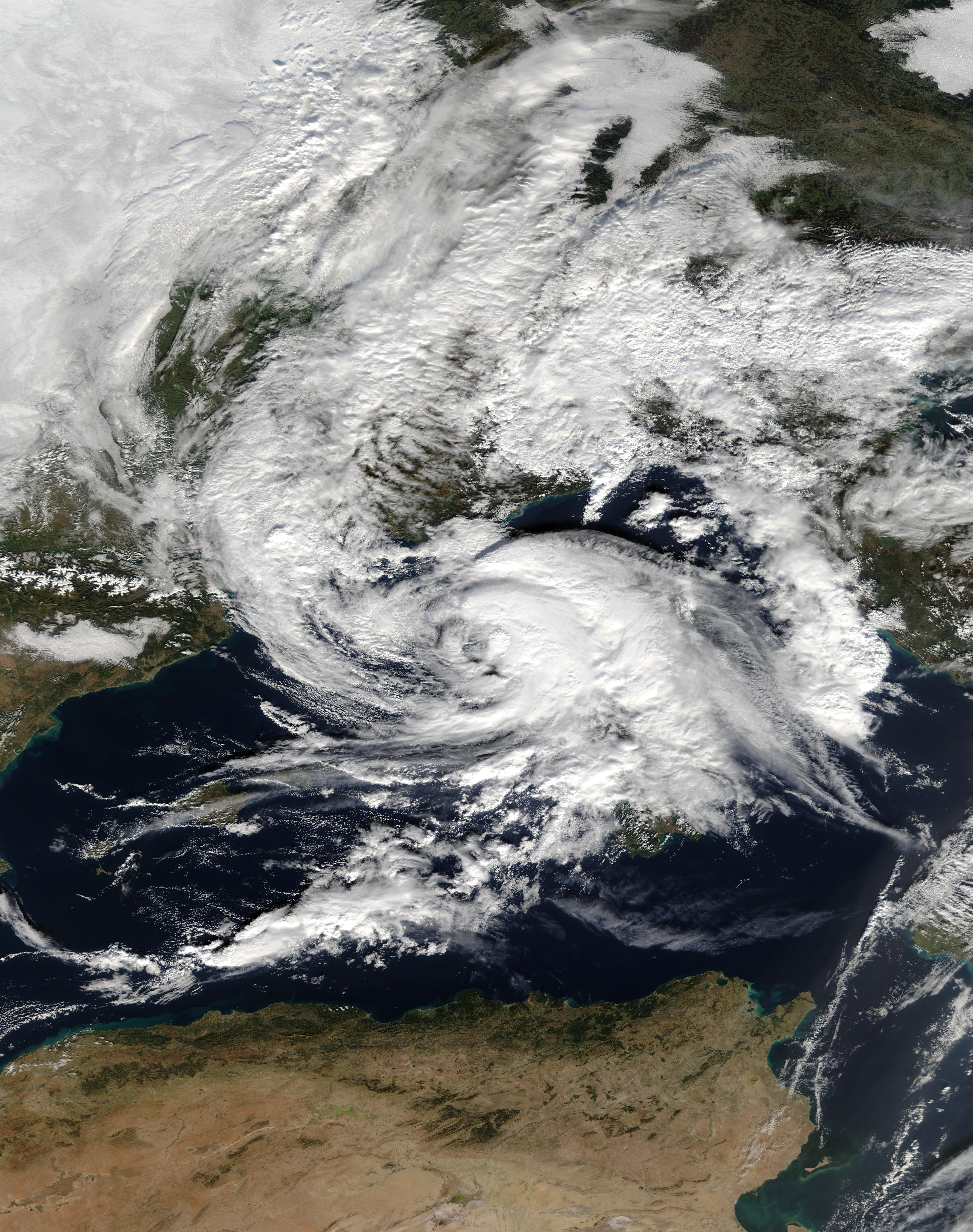
Tropická bouře Rolf dne 8. listopadu.

Medikán Rolf, nebo také Tropická bouře 01M, byla výrazná cyklóna, která se zformovala dne 7. listopadu 2011 a zanikla 10. listopadu 2011. Rolf přinesl do Francie, Itálie a Španělska četné záplavy. Tento medikán dosáhl maximální intenzity dne 8. listopadu 2011 v 5:00 SELČ, kdy maximální rychlosti větru dosáhly 83 km/h a minimální tlak klesl na 991 hPa. Rolf zabil 12 lidí a způsobil škody ve výši až 1,25 miliard dolarů.

## Postup
Na začátku listopadu se tlaková níže „Quinn“ přesunula severozápadně od Britských ostrovů. Její rozsáhlá fronta se táhla přes západní Evropu. 4. listopadu se nad západní Francií v souvislosti s její studenou frontou zformovala extratropická porucha, která se další den rozvinula do tlakové níže. Tato tlaková níže byla pak následně pojmenována Rolf podle Svobodné univerzity Berlín. Rolf se oddělil od tlakové níže Quinn a začal se organizovat. 6. listopadu se níže přesunula nad Středozemní moře a jeho frontální struktura se zmenšila na délku 150 km. O den později se níže transformovala na subtropickou depresi a následně ji začala monitorovat NOAA. Později se Rolf stal tropickou depresí a nadále zesiloval. Ještě téhož dne se stal podle NOAA tropickou bouří a byl tak klasifikován jako Tropická bouře 01M. 8. listopadu v 5:00 SELČ dosáhl Rolf maximální intenzity, kdy rychlosti větru dosáhly 83 km/h a minimální tlak poklesl na 991 hPa. Bouře si téhož dne vyvinula oko. Rolf o den později začal slábnout kvůli nepříznivým podmínkám a byl degradován na tropickou depresi. V tu dobu se Rolf nacházel blízko pobřeží Francie. Později Rolf zasáhl ostrov Île du Levant a zanedlouho zasáhl blízko Hyéres v jižní Francii. Po tomto zásahu výrazně zeslábl a rozpadl se.

## Následky
Rolf způsobil ve Francii, Španělsku a Itálii záplavy. Celkově zemřelo 12 lidí, 7 z nich v Itálii a 5 ve Francii. Ve Francii způsobil škody ve výši až 1,09 miliard dolarů a v Itálii minimálně 160 miliónů dolarů.
Rolf přinášel také záplavy do Katalánska a Baleárských ostrovů.